# Сасси (Матера)
Сасси-ди-Матера (итал. Sassi di Matera — «камни Матеры») — исторический центр города Матера, бывшей столицы Лукании (сейчас регион Базиликата) в Италии, в 1993 году удостоенный статуса объекта всемирного наследия ЮНЕСКО. Известен своими пещерными жилищами, вырубленными в скале, заселёнными ещё с Палеолита. Состоит из трёх районов, два из которых (Сассо-Кавиозо и Сассо-Баризано) подземные, а третий (Чивита) стоит на возвышенности.
Сасси визуально напоминают древний Иерусалим и местность вокруг него, поэтому они использовались во многих фильмах на христианскую тематику, в том числе в «Евангелии от Матфея» (1964), «Страсти Христовы» (2004), «Божественное рождение» (2006) и «Бен-Гур» (2016). Он также появляется в фильме «Чудо-женщина» (2016) в роли города Темискиры.

## Галерея

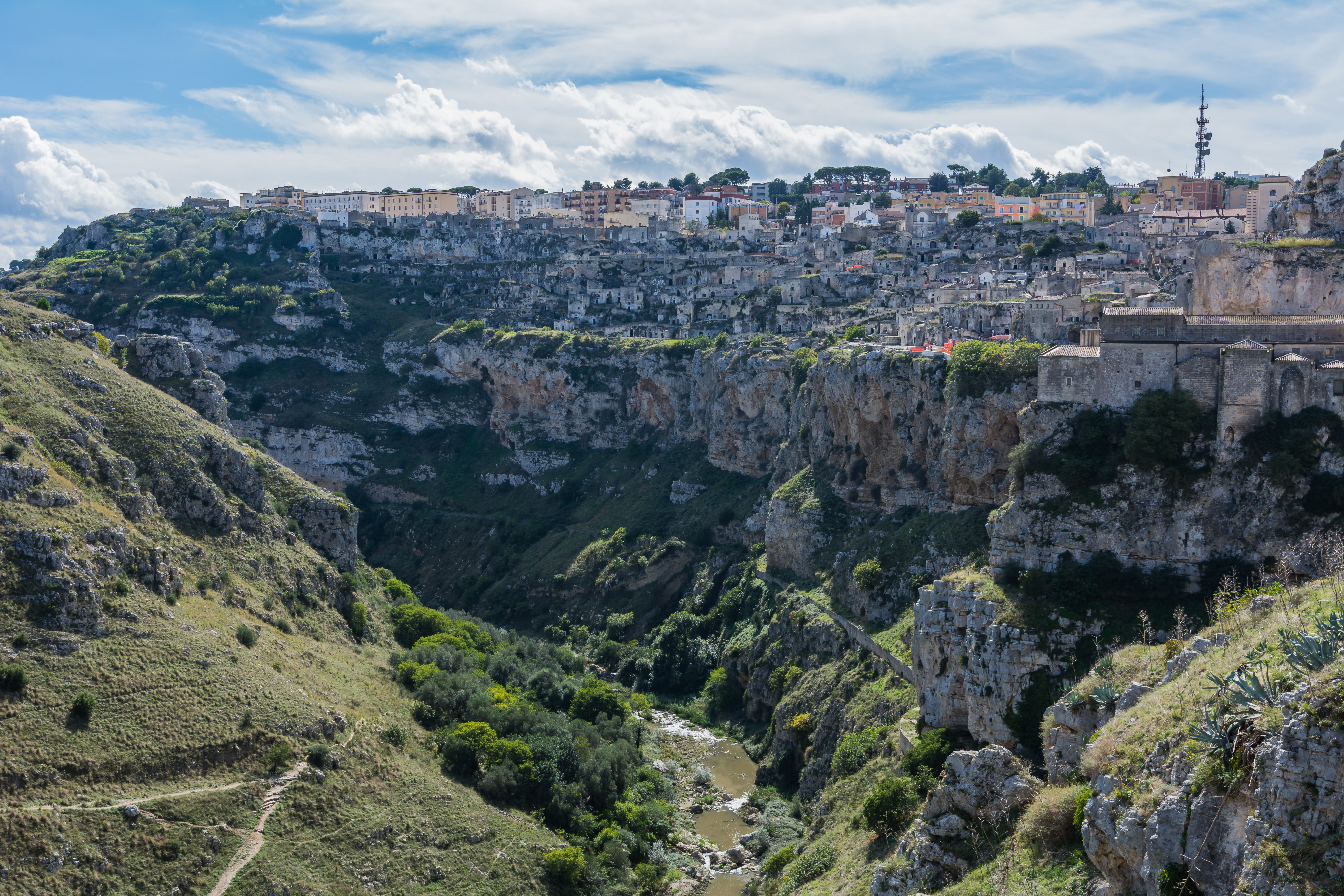
Вид на Сасси со стороны каньона
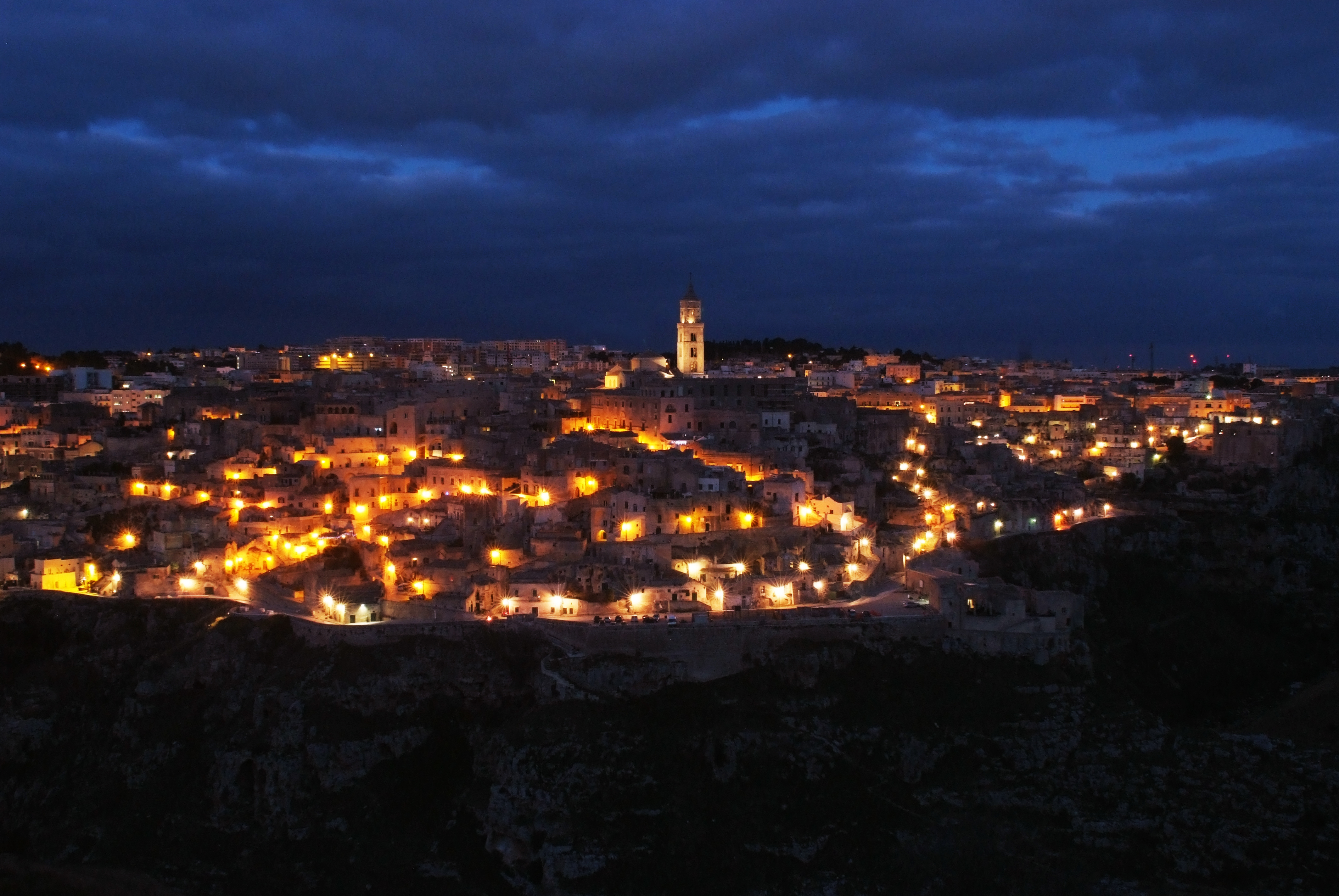
Ночная панорама
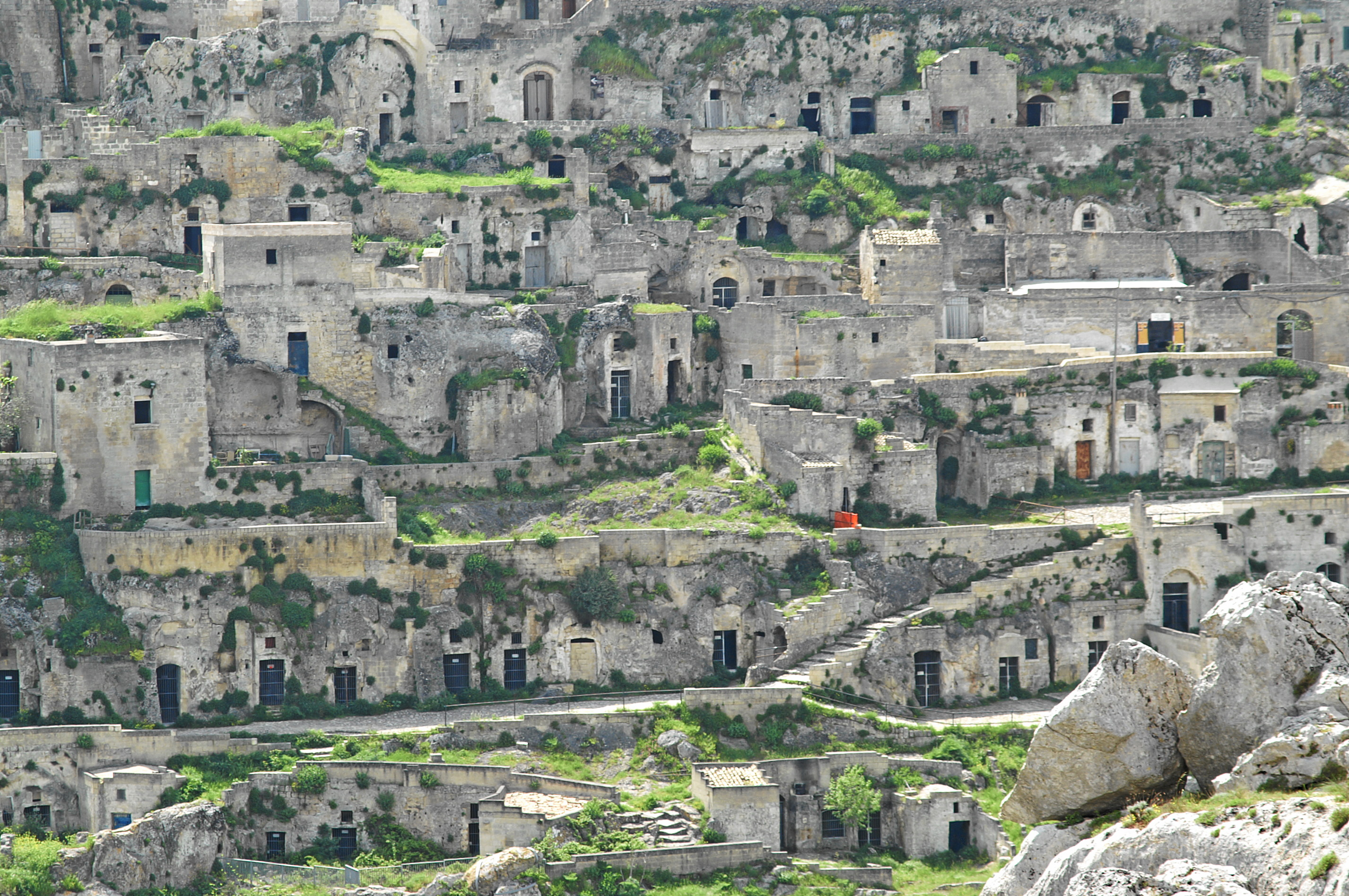
Сассо-Кавиозо
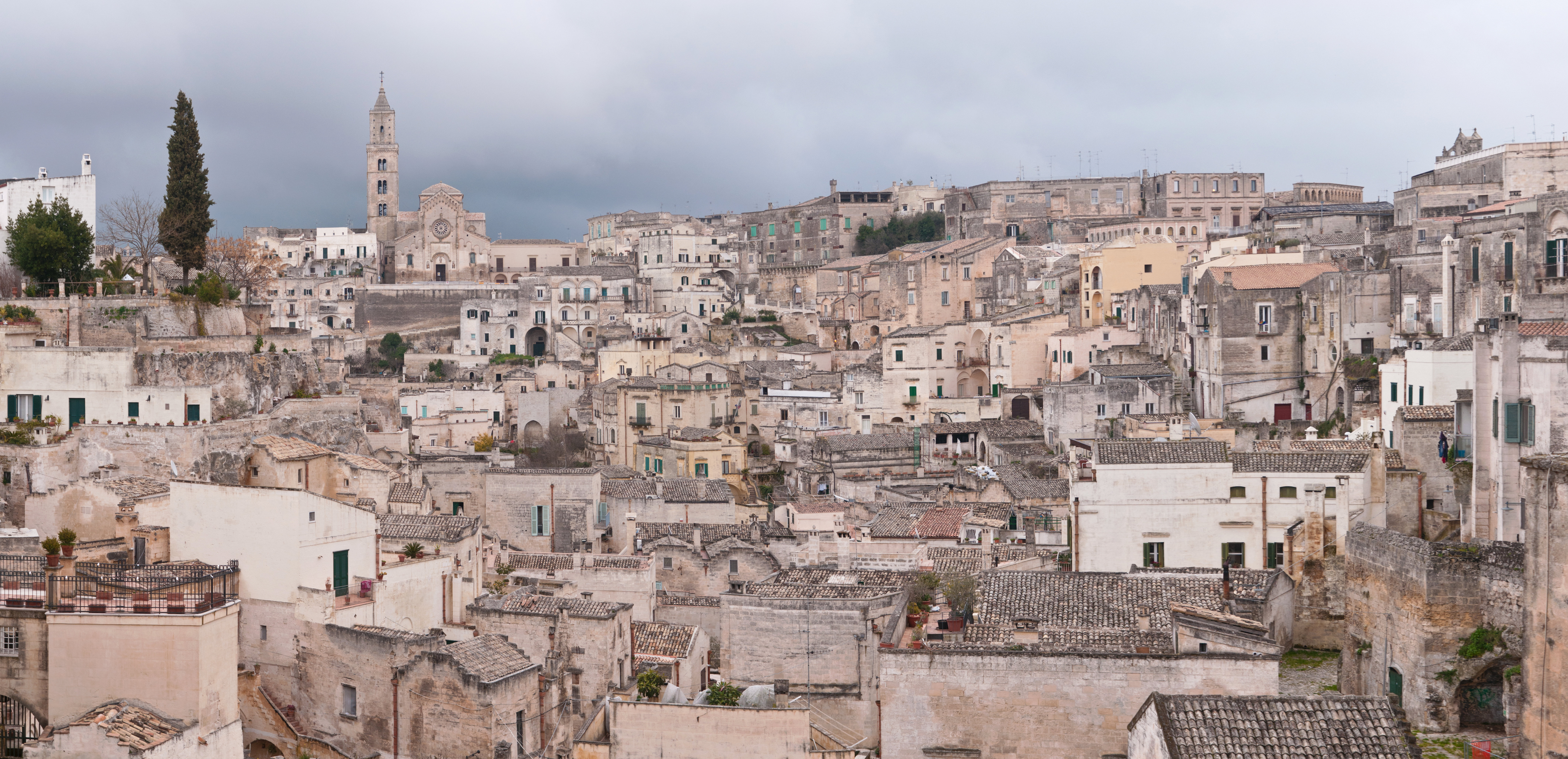
Сассо-Баризано
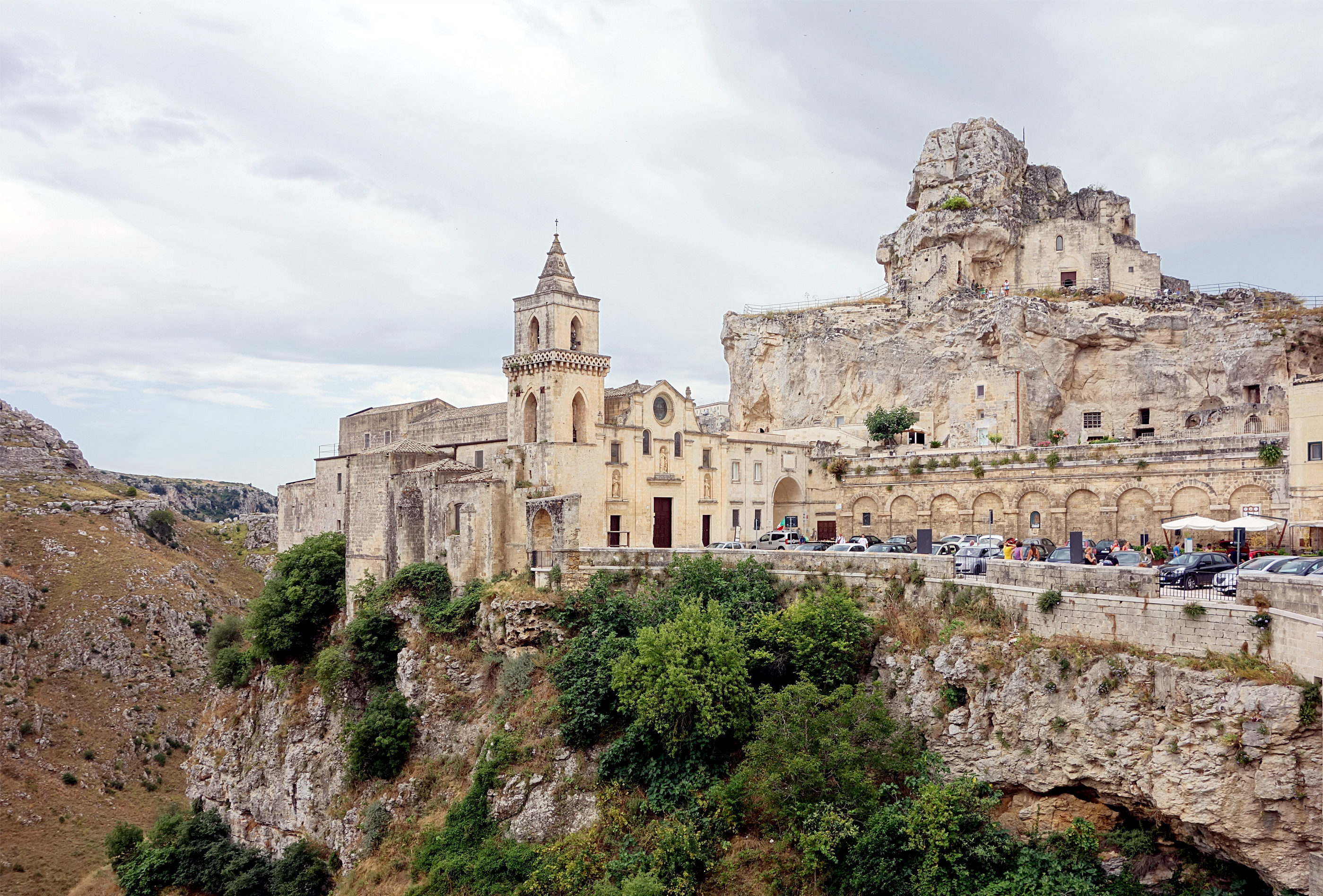
Церковь Сан-Пьетро-Кавеозо[англ.]
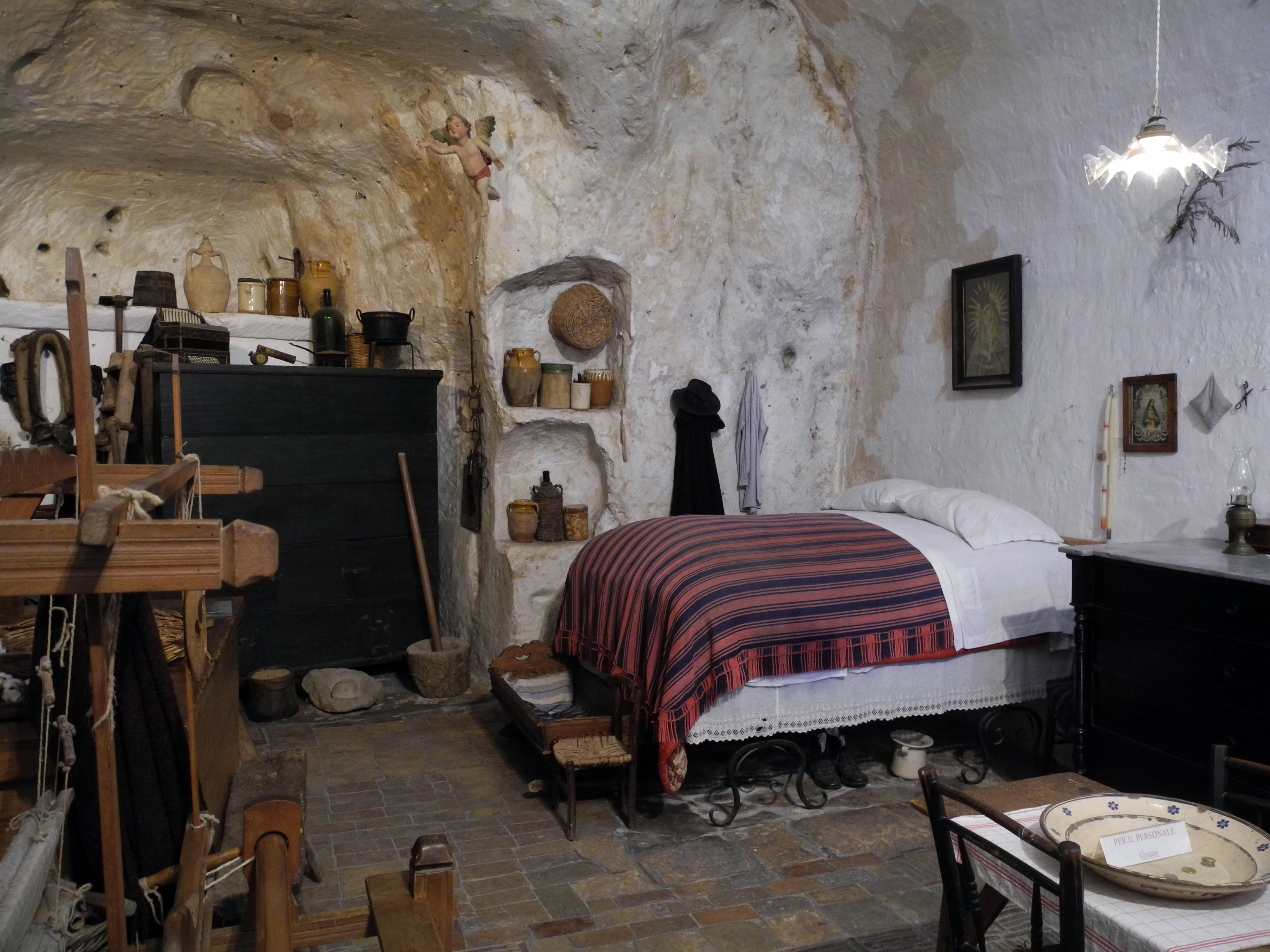
Пещерная комната